# 張抗抗
張 抗抗（1950年7月3日 -）は、中華人民共和国の小説家。代表作に『隠形伴侶』『赤彤丹朱』『情愛画廊』。政府から中国国家一級作家に認定されている。現在は黒竜江省作家協会名誉主席、中国作家協会副主席、中国文字著作權保護協会副会長、国際ペンクラブ中国ペンクラブセンター副会長、国務院参事。第十回・第十一回・第十二回全国政協委員。

## 略歴
原籍は広東省新会市で、1950年7月に浙江省杭州市に生まれた。
1961年、処女作『我們学做小医師』を発表。
1966年、杭州市第一中学（現在の杭州高級中学）を卒業した。
1969年、「知識青年」として黒竜江省鶴立河農場へ。8年間労働に従事する。
1972年、処女作『灯』を書きあげ、『解放日報』に掲載される。
1977年、黒竜江省芸術学校編劇専業に入学した。1979年に卒業後、黒竜江省作家協会に配属される。
1980年、中国作家協会に加入。
1982年、国際ペンクラブ中国ペンクラブセンターに加入。
2006年11月、中国作家協会の第七回全国代表会議で副主席に選出。
2009年11月13日、中華人民共和国国務院参事室参事に当選。

## 家族
- 祖父・張老明
- 父親・張白懐
- 母親・朱慧仙（朱小玲）
- 妹・張嬰音
- 夫・姜戎[2]

## 作品

### 短篇小説
- 『夏』、1981年、黒竜江人民出版社
- 『白罌粟』、1986年、北方文芸出版社

### 中篇小説
- 『張抗抗中篇小説集』、1982年、中国青年出版社
- 『塔』、1985年、四川文芸出版社（『斜塔』日本語版、田畑佐和子訳）
- 『陀羅厦』、1992年、華芸出版社
- 『永不懺悔』、1995年、河北教育出版社
- 『銀河』、1996年、長江文芸出版社
- 『熱石頭』、1996年、河北少年兒童出版社
- 『走請帯我走』、2003年、華芸出版社
- 『性情張抗抗』、2004年、修正文庫
- 『紅罌粟』、2005年、江蘇文芸出版社
- 『北極光』、2006年、人民文学出版社
- 『張抗抗自選集』、2006年、現代出版社
- 『鳥善走還是善飛』、2007年、上海文芸出版社
- 『請帯我走』、2012年、中国社会出版社

### 長篇小説
- 『隠形伴侶』、1986年、作家出版社
- 『赤彤丹朱』、1995年、人民文学出版社
- 『情愛画廊』、1996年、春風文芸出版社
- 『作女』、2002年、華芸出版社

### 散文集
- 『工農兵登上舞台了』、文化大革命の時、紅衛兵報
- 『灯』、1972年10月22日、『解放日報』第四版
- 『大森林の主人』、『文匯報』第四版、1973年7月8日
- 『小鹿』、『文匯報』第四版、1973年11月25日
- 『分界線』、1975年9月、上海人民出版社
- 『橄欖』、1983年、上海文芸出版社
- 『小説創作与芸術感覚』、1985年、百花文芸出版社
- 『地球人対話』、1990年、中国華僑出版公司
- 『野味』、1992年、百花文芸出版社
- 『你対命運説：不』、1994年、上海知識出版社
- 『恐懼の平衡』、1994年、華芸出版社
- 『牡丹の拒絶』、1995年、春風文芸出版社
- 『張抗抗散文自選集』、1996年、百花文芸出版社
- 『故郷在遠方』、1995年、四川文芸出版社
- 『柔弱与柔韌』、1996年、湖南文芸出版社
- 『沙之聚』、1996年、吉林人民出版社
- 『山野現代舞』、1998年、陝西人民出版社
- 『滄浪之水』、1998年、江蘇文芸出版社
- 『風過无痕』、1998年、江蘇人民出版社
- 『鸚鵡流浪漢』、1998年、重慶出版社
- 『女人説話』、1999年、江蘇人民出版社
- 『詩意の触摸』、2001年、当代世界出版社
- 『我の節日』、2001年、知識出版社
- 『天然夏威夷』、2002年、河南文芸出版社
- 『嫁衣之紉』、2004年、新華出版社
- 『女児湖隠喩』、2006年、上海三聯出版社
- 『在時間の深處』、2007年、江蘇文芸出版社
- 『悦己』、2007年、中国青年出版社
- 『白色大鳥の故郷』、2007年、上海人民出版社
- 『追述中の拷問』、2008年、海関出版社
- 『君子不独楽』、2012年、長春出版社
- 『漢語魔方』、2013年、中国社会出版社

## 受賞
1980年、『夏』、全国優秀短篇小説賞。『淡淡の晨霧』、全国優秀中篇小説賞。
1983年、『紅罌粟』、第一回上海文学賞。
1986年、『隠形伴侶』、黒竜江省文学大賞。
1995年、『赤彤丹朱』、東北文学賞長篇小説一等賞。
1995年、荘重文文学賞。
1996年、『張抗抗散文自選集』、東北文学賞散文集一等賞。
1998年、中国第一回女性文学創作賞。

## 相関
- 『文革期における張抗抗の創作活動』、仏教大学文学部論集第95号（2011年3月）、瀬遺啓子。
- 『文革期の文学』、花書院、2004年、佐昌障。